# Pesniška zbirka
Pesniška zbirka je zbirka pesmi, ki so običajno zbrane in izdane v obliki knjižnega dela. Vsebujejo pesnitve enega ali več avtorjev, večkrat imajo povezano tematiko ali obodobje literarnega ustvarjanja. Prvo slovensko pesniško zbirko je Primož Trubar napisal v okviru Catechismusa v času reformacije, med najbolj znane slovenske pesniške zbirke pa spadajo Prešernove Poezije.